# پستان‌درد
مستودینیا، ممالجیا یا پستان درد واژه‌هایی پزشکی به معنی درد پستان هستند (از ریشه یونانی آن، مستو (masto-) به معنی پستان و آلگوس (algos) به معنی درد گرفته شده‌اند). درد می‌تواند از دردهای کوچک تا دردهای بسیار سخت و ناتوان‌کننده ادامه‌داشته‌باشد. بیشتر زنان نسبت درد پستان از احتمال سرطان پستان نگرانی فراوان‌تری دارند.
درد پستان در طول شیردهی یا بعد از، از شیر گرفتن نوزاد، شامل این تعریف نمی‌شوند اما معمولاً در رده‌های تراکم خون پستان یا ورم پستان نفاسی طبقه‌بندی می‌شوند.

## انواع
پستان درد می‌تواند در دو رده عمومی پزشکی طبقه‌بندی شود:
- چرخه‌ای: دوره‌ای که شدت درد در حال تغییر است در طول چرخه قاعدگی.
- غیرچرخه‌ای: که درد در طی چرخه قاعدگی بدون تغییر باقی می‌ماند. این نوع کمتر شایع است.

## ویژگی‌های انواع پستان درد

### ویژگی دردهای دوره‌ای (چرخه ای)
- این درد ها در 20 تا 30 درصد موارد خود به خود از بین میروند ولی در 60 درصد موارد پس از اینکه از بین رفتند مجدد باز میگردند.[۱]
- ارتباط واضحی با دوره‌های قاعدگی دارد.
- احساس ناراحتی مبهم، احساس سنگینی یا درد وجود دارد.
- معمولاً با تورم یا توده همراهی دارد.
- معمولاً درد دو طرفه است و و بیشتر در قسمتهای فوقانی خارجی سینه احساس می‌شود که به زیر بغل تیر می کشد.
- درد معمولاً طی دو هفته نزدیک به شروع قاعدگی شدیدتر می‌شود و پس از آن تخفیف می یابد.
- معمولاً زنانی که در سنین پیش از یائسگی هستند را در سنین ۲۰ تا ۳۰ سالگی د رگیر می‌کند و همچنین زنانی که به حوالی یائسگی می رسند را در حوالی سن چهل سالگی تحت تأثیر قرار میدهد.

### ویژگی دردهای غیر دوره‌ای (غیرچرخه ای)
- به دوره ی قاعدگی ارتباطی ندارد.
- درد به صورت فشارنده یا سوزشی احساس می‌شود.
- ممکن است درد پایدار یا متناوب باشد.
- معمولاً یکطرفه است و ناحیه مشخصی را درگیر می‌کند و ممکن است به بقیه ی نقاط سینه انتشار پیدا کند.
- معمولاً زنان یائسه را تحت تأثیر قرار می دهد و اکثر افراد در سنین ۴۰ تا ۵۰ سالگی قرار دارند.

## دلایل
درد پستان چرخه‌ای دردی بسیار شایع است که اغلب با تغییرات فیبروسیست پستانی یا گسترش مجرای پستان همراه است و گمان می‌رود توسط ناهنجاری‌هایی در فعالیت‌های درونی و تغییرات هورمونی به‌طور عمده شامل پرولاکتین تیروتروپین، ایجاد شود.
علل دردهای غیرچرخه‌ای پستان بسیار متنوع و سخت قابل شناسایی می‌باشند. ریشه‌های درد غیرچرخه‌ای بیشتر در خارج از پستان می‌باشد.

## درمان‌ها برای دردهای چرخه‌ای پستان
درمان بسته به علت آن دارد، تغییرات فیبروسیست پستانی یا گسترش مجرای پستان را مشاهده کنید. در حالی که در اصل ممکن است با یک سری از تحقیقات درون‌ریزشناسی مربوط به تیروئید و آزمایش هورمون هیپوفیزی پیش‌بینی شود که کدام درمان موثرتر واقع خواهد شد، این به ندرت در عمل انجام می‌شود.
درمان‌هایی که بعضی از اثرات را نشان می‌دهد:
- عصاره ویتکس: شواهد قانع‌کننده‌ای وجود دارد که ویتکس در درمان درد پستان چرخه‌ای امن و مؤثر است. فرض بر این است، که مانند بروموکریپتین این عصاره از طریق کاهش ترشح پرولاکتین از هیپوفیز کار می‌کند.
- داروهای غیراستروئیدی، داروهای مسکن

## درمان‌ها برای دردهای غیرچرخه‌ای پستان
تعیین کردن درمان مناسب برای درد پستان غیرچرخه‌ای سخت‌تر است، نه تنها به خاطر سختی پیدا کردن جایی که درد از آن می‌آید، بلکه همچنین به دلیل این‌که درد ممکن است علل هورمونی نداشته باشد و اغلب به درمان هورمونی پاسخ نمی‌دهد.

## سرطان پستان
اکثریت بزرگی از موارد سرطان پستان با علائم درد همراه نیستند.
برخی از تحقیقات اپیدمیولوژیک نشان می‌دهد که زنان با نشانه‌های درد پستان ممکن است با خطر افزایش ابتلا به سرطان پستان همراه باشند و این خطر ممکن است با طولانی‌مدت‌شدن این دردها بیشتر شود. این‌با مشاهداتی در مورد چند زیرگروه ویژه از تغییرات فیبروسیست پستانی همسان بوده‌است.